# 八徵耄念之寶

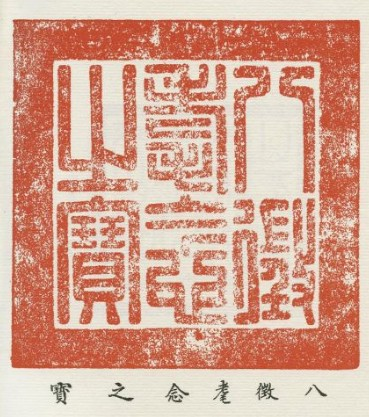
八徵耄念之寶印文

八徵耄念之寶御寶交龍鈕和闐青玉璽是倫敦蘇富比以357萬英鎊拍賣的玉璽，1790年（乾隆五十五年）為紀念清高宗在位五十五年及慶祝其80歲生日製作。
玉璽印面12.8厘米見方，以新疆和田青玉雕製，上刻有「八徵耄念之寶」字樣，不少中國歷史名畫都留有此璽印跡，如《木蘭圖》第一至第四卷、《柳鴨盧雁圖卷》、《贈莫維賢詩文卷》等。

## 真偽爭議
文物鑒定專家李路平指蘇富比拍出的玉璽是仿製品，而蘇富比香港分公司發言人回應，「蘇富比不會就個別人士之言論作出回應。」